# Lympstone Commando
Lympstone Commando – przystanek kolejowy na linii Avocet Line z Exeteru do Exmouth. Jedna z nielicznych stacji w Wielkiej Brytanii zamkniętych dla ruchu publicznego – obsługuje jedynie odwiedzających Królewskie Centrum Szkolenia Piechoty Morskiej (ang. Royal Marine Commando Training Centre). Pociągi zatrzymują się wyłącznie na żądanie. 

## Opis
Stacja usytuowana jest na wschodnim brzegu rzeki Exe. Składa się z jednego peronu - po lewej dla pociągów nadjeżdżających z Exeteru. Jedyna droga ze stacji prowadzi do jednostki wojskowej. 

## Obsługa pasażerów
Przystanek obsługuje 76 134 pasażerów rocznie (dane na rok 2021/2022). Bezpośrednie połączenie z Exeterem i Exmouth. Wyłączony z ruchu publicznego.